# Soul Revolution Part II
Soul Revolution Part II (anche noto semplicemente come Soul Revolution) è il terzo album in studio del gruppo musicale giamaicano The Wailers, di cui faceva parte anche Bob Marley, pubblicato nel 1971 sotto etichetta Upsetter Records/Trojan Records. Non c'erano stati altri album con quel titolo: la specificazione part II (inserita probabilmente per decisione del produttore Lee Perry) fa forse riferimento al precedente album del gruppo, dal titolo simile ma non uguale: Soul Rebels. L'album è stato ripubblicato col titolo di African Herbsman nel 1973, con alcuni brani aggiuntivi.

## Tracce
Testi e musiche di Bob Marley, eccetto dove indicato.

### Lato A
1. Keep On Moving (Curtis Mayfield)
2. Don't Rock My Boat
3. Put It On
4. Fussing And Fighting
5. Duppy Conqueror
6. Memphis (Peter Tosh)

### Lato B
1. Riding High (Bunny Wailer)
2. Kaya
3. African Herbsman (Richie Havens)
4. Stand Alone
5. Sun Is Shining
6. Brain Washing (Bunny Wailer)

## Versione strumentale
Nel 1973 il produttore Perry ha pubblicato solo in Giamaica una versione strumentale dell'album, priva delle voci, anch'essa intitolata Soul Revolution Part II. Nel 1988, infine, è uscito Soul Revolution I & II, che contiene entrambe le versioni dell'album e altre tre canzoni.

## Formazione
Wailers
- Bob Marley – voce
- Peter Tosh – voce, melodica
- Bunny Wailer – voce

Altri musicisti
- Alva Lewis – chitarra
- Glen Adams – tastiera
- Aston Barrett – basso
- Carlton Barrett – batteria

Produzione
- Lee "Scratch" Perry – produttore
- Errol Thompson – tecnico del suono